# Lily Braun

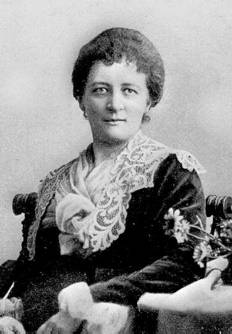
Fotografie von Lily Braun, 1902, Illustrirte Zeitung

Lily Braun, geboren als Amelia Jenny Emilie Klothilde Johanna von Kretschmann, in erster Ehe Lily von Gizycki, (* 2. Juli 1865 in Halberstadt; † 9. August 1916 in Kleinmachnow) war eine deutsche Schriftstellerin, Sozialdemokratin, Frauenrechtlerin und Journalistin. Besonders setzte sie sich für die Vereinbarkeit von Mutterschaft und Berufstätigkeit ein. Mit Memoiren einer Sozialistin veröffentlichte sie ihre Autobiografie; sie beschrieb darin vor allem ihr Engagement für Frauenemanzipation.

## Leben
Sie  kam als Tochter des preußischen Hauptmanns und späteren Generals der Infanterie Hans von Kretschmann und seiner Frau Jenny, geborene von Gustedt, zur Welt. Ihre Großmutter mütterlicherseits, Jenny von Gustedt, geborene Rabe von Pappenheim, ist die uneheliche Tochter von Jérôme Bonaparte aus dessen Liebschaft mit Diana Rabe von Pappenheim. Ihre Großnichte Marianne von Weizsäcker, geborene von Kretschmann, ist die Witwe des früheren Bundespräsidenten Richard von Weizsäcker.

### Frühe Jahre
Die jungen Jahre der Lily Braun waren geprägt von Disziplin und Strenge. In den militärischen und adeligen Kreisen Preußens gehörte diese Art der Erziehung zum guten Ton. Mit den Grundlagen Gottesfurcht, Disziplin und Königstreue wuchs die junge Frau heran. Besonders unter den mütterlichen Weisungen litt Lily Braun:

„Frau von Kretschmann war eine schöne Frau von mäßiger Intelligenz. Für sie waren die Formen eines ‚standesgemäßen‘ Lebens und die Maßstäbe des protestantischen Glaubens die Werte, nach denen sie ihre Kinder erzog. So wirkten die mütterlichen Weisungen, die Lilys Entwicklung und später auch die ihrer jüngeren Schwester bestimmten, eher hemmend und einschnürend, knebelten sie mehr, als sie zu bilden und zu formen.“

Dennoch liebte sie ihre Eltern, vor allem ihren Vater, welcher ihr die Charakterzüge Offenheit und Direktheit vererbte, die Lily Braun ihr Leben lang in ihrer kämpferischen Natur nutzten. Neben den Eltern war ihre Großmutter mütterlicherseits, Jenny von Gustedt, bis zu ihrem Tod eine wichtige Bezugsperson. Sie bestärkte Lily Braun zeitlebens, nicht als Hausmütterchen zu enden. Die Familie Kretschmann zog aufgrund der Arbeit des Vaters oft um. Halberstadt, Neiße, Schwerin, Potsdam, Karlsruhe, Berlin, Posen, Brandenburg, Bromberg und Münster waren allesamt Orte, an denen sich die Karriere ihres Vaters Hans von Kretschmann vollzog. Fast die gesamte Kindheit andauernd wurde Lily Braun nach den Konventionen der damaligen Zeit erzogen. Dazu gehörte schön auszusehen, den Männern zu gefallen und vor allem aufzufallen. Oft stieß sich die Heranwachsende daran und hatte auch Probleme mit ihren Mitschülern. Bestrebt, stets die Beste der Klasse zu sein, machte sie sich nicht viele Freunde. Sie genoss aber auch die Vorzüge, welche die Position der Familie in der damaligen Zeit mit sich brachte. Unter anderem begegnete sie dabei dem zukünftigen Kaiser Wilhelm II. Was die Bildung betraf, so erhielt das junge Mädchen eine breite schulische Ausbildung, die ihr in Privatschulen sowie von Privatlehrern vermittelt wurde.

### Meinungsfindung und Wegsuche
Schon früh begann Lily Braun an der religiösen Gesinnung ihrer Familie zu zweifeln und auch die soziale Ungerechtigkeit stieß ihr bitter auf.

„Aufgrund ihrer Kritikfähigkeit begann Lily auch frühzeitig an den kirchlich-religiösen Lehren Zweifel anzumelden. Gebete, Sprüche, Gesangbuchverse und der Lutherische Katechismus schienen ihr wenig verständlich, die Öde der protestantischen Kirche langweilte sie, und noch vor ihrer Konfirmation äußerte sie offen vor den Eltern und dem Pastor heftige Kritik an den naiven Interpretationen der Bibel.“

Neben der Kritik an der Religion wurzelte ihr Engagement als Frauenrechtlerin schon in den Jugendjahren. Besonders die Stellung der Frau in Adelsgesellschaften entsprach nicht dem, was Lily Braun für richtig hielt. Andererseits genoss die Tochter der Generalsfamilie bis zum Alter von 25 Jahren die Vorzüge der reichen Oberschicht.
Nachdem ihr Vater 1889 beim Kaiser in Ungnade gefallen war, war Lily Braun gezwungen, sich eine eigenständige Existenz fernab von der Adelsgesellschaft aufzubauen.
1893 heiratete sie den Philosophieprofessor Georg von Gizycki, der den Sozialdemokraten nahestand, ohne jedoch Parteimitglied zu werden. Durch ihn begann Lily Braun sich mehr mit Fragen der Frauenbewegung und des Sozialismus zu beschäftigen und begann für die Zeitschrift Frauenbewegung zu arbeiten. Außerdem wurde sie Vorstandsmitglied des Vereins Frauenwohl.
Nach dem Tod Georg von Gizyckis am 3. März 1895 bekannte sie sich offen als Sozialdemokratin und wandte sich so von ihrer Herkunft ab.

„Lily von Gizycki bekennt sich auf dem Londoner Frauenkongreß ohne Einschränkung zur Sozialdemokratie, und sie benutzt jede sich ihr bietende Gelegenheit, die vielfältigen Impulse britischer Gewerkschaftsarbeit und das Wirken anderer Organisationen in den Proletariervierteln und Slums zu studieren.“

1896 heiratete sie den sozialdemokratischen Politiker und Publizisten Heinrich Braun (1854–1927). Am 27. Juni 1897 bekamen die beiden ihren einzigen Sohn, Otto Braun.

### Die politische Haltung der Lily Braun
Lily Braun trat schon früh der SPD bei und wurde eine der führenden Persönlichkeiten der deutschen Frauenbewegung. Im Laufe ihrer politischen Karriere versuchte sie, zwischen der bürgerlichen und der proletarischen Frauenbewegung zu vermitteln, wurde dafür aber von beiden Seiten scharf kritisiert. Auch die von ihr propagierte Idee, Mutterschaft und Erwerbstätigkeit zu verbinden (ein Modell, das sie selbst lebte), stieß auf Kritik.
Zusammen mit ihrem zweiten Ehemann Heinrich Braun brachte sie einige Zeit die Zeitschrift Neue Gesellschaft heraus, die einmal die Woche erschien. Sie sollte unter dem Banner der Sozialdemokraten eine neue Zielgruppe ansprechen. Lily und Heinrich Braun wollten Intellektuelle, Künstler und Wissenschaftler mit ihren Inhalten gewinnen. Enttäuscht über die eher mindere Begeisterung der Parteikollegen widmete sich Lily Braun nach diesem Misserfolg ihrer schriftstellerischen Tätigkeit.

### Engagement als Frauenrechtlerin
Als Tochter aus adligem Haus wurde sie von der sozialistischen Frauenbewegung – allen voran Clara Zetkin und Ottilie Baader – eher abgelehnt, obwohl sie sich selbst dieser Bewegung zugehörig fühlte. Clara Zetkin verriss ihre 1901 erschienene Studie Die Frauenfrage in der sozialistischen Frauenzeitschrift Die Gleichheit. Den bürgerlichen Frauen hingegen waren ihre Ideen zu radikal. Um die Doppel- und Dreifachbelastung berufstätiger Frauen zu reduzieren, forderte Lily Braun die Herabsetzung der Arbeitszeit auf das geringste Tagesmaß. Sie propagierte neue Formen des Zusammenlebens und entwarf in einem 1901 erschienenen Aufsatz das Modell des Einküchenhauses.
Lily Braun gehörte zu den Gründungsmitgliedern des maßgeblich von Helene Stöcker initiierten Bundes für Mutterschutz.
Als „ganze Halbheit“ kritisierte sie die Ausgestaltung der Wöchnerinnenversicherung, da sie nicht einmal die notwendigsten Bedürfnisse von Mutter und Kind gedeckt sah, sowie die Unzulänglichkeit des Sozialversicherungswesens, das ganze Bereiche ausschloss, die als Frauenarbeit angesehen wurden. Dazu gehörten insbesondere der häusliche Dienst, die Heimarbeit und die Landarbeit.

### Die letzten Jahre
1909/10 ließen ihr Mann und sie sich vom Architekten Bruno Paul in Kleinmachnow eine große Villa mit Park bauen, die heute unter Denkmalschutz steht. Von 1909 bis 1911 veröffentlichte sie die zweibändige Autobiographie Memoiren einer Sozialistin bei Albert Langen. Nach dem Ausbruch des Ersten Weltkriegs unterstützte sie vorbehaltlos die Kriegspolitik des Kaiserreichs. Mit ihrer Freundin Käthe Kollwitz tauschte sie sich beispielsweise über ihren Sohn und deren Söhne Hans und Peter Kollwitz aus. Sie starb noch während des Krieges:

„Am Morgen des 6. August 1916, auf dem Weg zum Postamt, wo sie nach einem dringlich erwarteten Brief ihres als Soldat an der Front kämpfenden Sohnes fragen wollte, brach Lily Braun auf der Straße zusammen. Zwei Tage später starb sie an den Folgen eines Schlaganfalles; am Abend dieses Tages stand ihr Sohn, der gerade einen Soldatenurlaub angetreten hatte, mit dem Vater an der Bahre der Verstorbenen.“

Ihr Sohn, der Lyriker Otto Braun, fiel im April 1918 an der Somme. Ihr Ehemann, Heinrich Braun, heiratete 1920 die Kunsthistorikerin und Schriftstellerin Julie Vogelstein, eine enge Freundin von Lily Braun. Er starb 1927 in Kleinmachnow.

## Das schriftstellerische Werk

### Frühe Werke
Lily Brauns schriftstellerisches Werk begann 1892, als sie die Tagebücher und Notizen ihrer geliebten Großmutter Jenny von Gustedt herausbrachte. Aus Goethes Freundeskreis. Erinnerungen der Baronin Jenny von Gustedt gewährt einen Einblick in die freundschaftliche Beziehung zwischen ihrer Großmutter und Johann Wolfgang von Goethe. Danach beschreibt sie in Deutsche Fürstinnen die eben genannten Persönlichkeiten und erklärt das Leben und Verhalten dieser.

### Die Frauenfrage
Eines ihrer wichtigsten und am heftigsten diskutierten Werke ist die Frauenfrage. In der Studie legt Lily Braun ihre Sichtweise zur Debatte dar. In zwei Hauptkapiteln geht sie einerseits auf die Entwicklung der Frauenfrage bis zum 19. Jahrhundert ein, um anschließend auch die wirtschaftliche Seite zu erläutern. Die Entwicklung gibt einen Überblick vom Altertum über das Christentum bis hin zur Stellung der Frau im Zeitalter der Revolution.
Im zweiten Hauptkapitel geht sie sowohl auf die bürgerliche als auch die proletarische Frauenarbeit und Frauenbewegung ein, um abschließend die Geschichte der sozialdemokratischen Gesetzgebung für arbeitende Frauen zu erläutern. Sie setzte sich auch für den Wöchnerinnenschutz ein:

„Noch langsamer entwickelte sich der Arbeiterinnenschutz in Oesterreich, denn vor 1885 war überhaupt kaum eine Spur von ihm vorhanden: sowohl die Nachtarbeit, als die Arbeit unter Tage wurde den Frauen nicht verwehrt. Dann aber nahm er einen Aufschwung, durch den er Frankreich überflügelte: der Elfstundentag, der vierwöchentliche Wöchnerinnenschutz wurde eingeführt, die Arbeit unter Tage und bei Nacht verboten.“

### Im Schatten der Titanen
In ihrem Roman Im Schatten der Titanen (erschien 1908) steht das Leben ihrer Großmutter Jenny von Pappenheim im Mittelpunkt, die zum Freundeskreis von Johann Wolfgang von Goethe gehörte.

### Memoiren einer Sozialistin
In ihrem wohl bekanntesten Werk Memoiren einer Sozialistin verarbeitet sie, aufgeteilt auf zwei Bände, ihre Lebensgeschichte. Briefwechsel, Erinnerungen an Gespräche und ihre eigenen Gedanken, die sie täglich in ihrem Tagebuch festhielt, geben einen detaillierten Einblick in ihr Leben.

„Und wieder las ich manche Nacht hindurch. Bei jedem Umschlagen einer Seite erwartete ich das Gräßliche zu finden, das so vielen Menschen das Recht gab, den Sozialismus zu verabscheuen und mit allen Mitteln zu bekämpfen. Aber ich fand es nicht. Nichts entsetzte mich, und wenn ich überrascht war, so nur über die Selbstverständlichkeit jeder Kritik am Bestehenden und jeder Forderung an die Zukunft. Oft lachte ich im Stillen vor Freude, wenn ich eigene, längst vertraute Ideen wiederfand; und wo meine Gedanken nicht Schritt halten konnten, sagte mein Gefühl ja und tausendmal ja. Gleiche Rechte für alle: Männer und Frauen; Freiheit der Überzeugung; Sicherung der Existenz; Frieden der Völker; Kunst, Wissenschaft, Natur ein Gemeingut Aller; Arbeit eine Pflicht für Alle; freie Entwicklung der Persönlichkeit, ungehemmt durch Fesseln der Kaste, der Rasse, des Geschlechts, des Vermögens–: wie konnte irgend jemand, der auch nur über seine nächsten vier Wände hinausdachte, sich der Richtigkeit und Notwendigkeit dieser Forderungen verschließen?!“

Lily Braun dachte für die damals vorherrschenden Ansichten weit voraus und forderte nicht nur die Gleichstellung von Mann und Frau, sondern detaillierte Ansätze, wie Mutterschaft und Erwerbstätigkeit zu verbinden.

## Gedenken

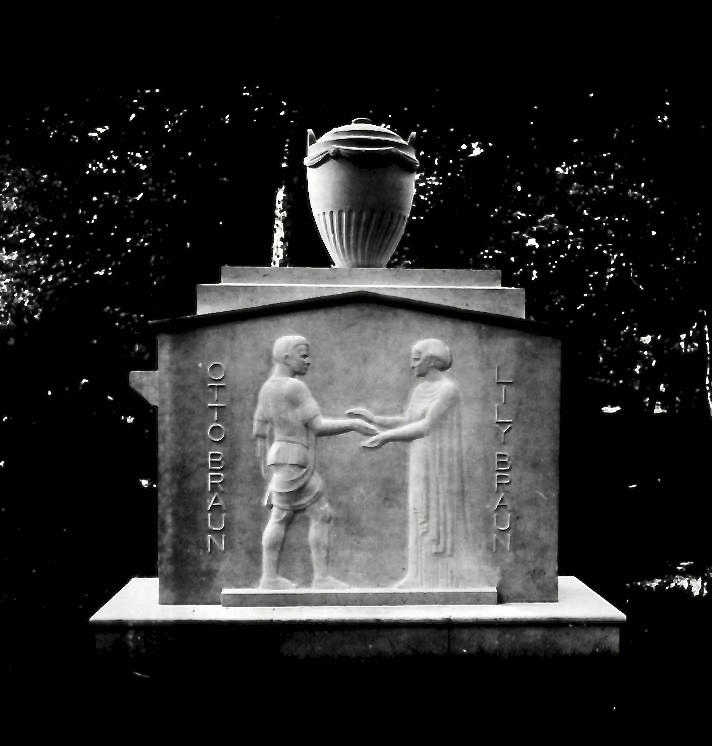
Das bis heute erhaltene Grabmal für Otto und Lily Braun, im Erlenweg in Kleinmachnow bei Berlin, 1926

Lily Brauns Urne wurde 1916 auf dem Anwesen der Familie am Erlenweg in Kleinmachnow bei Berlin beigesetzt, später auch ihr 1918 gefallener Sohn Otto. 1926 wurde dort nach einem Entwurf des Berliner Bildhauers Hugo Lederer (1871–1940) ein Grabmal errichtet, das heute durch Parzellierung des einst großen Braun-Anwesens versteckt im Vorgarten des Grundstücks Klausenerstraße 22 in Kleinmachnow zu finden ist und heute unter Denkmalschutz steht.
In mehreren Orten, so in Berlin und Hamburg, gibt es Lily-Braun-Straßen, in München einen Lily-Braun-Weg. Zudem wurde die Lily-Braun-Oberschule (heute: Lily-Braun-Gymnasium) in Berlin-Spandau nach ihr benannt.
Ihre Autobiographie wurde 1986 unter dem Titel Zerbrochene Brücken mit Monika Woytowicz in der Titelrolle für das ZDF verfilmt (Drehbuch: Helmut Pigge, Regie: Franz Peter Wirth).

## Werke
- (Hrsg., Lilly von Kretschman, Ps.): Aus Goethes Freundeskreis. Erinnerungen der Baronin Jenny von Gustedt. 1892.
- (Lily von Gizycki, Ps.): Deutsche Fürstinnen. 1893.
- (Lily von Gizycki, Ps.): Die Bürgerpflicht der Frau. Vortrag 1895.
- (Hrsg. u. a.): Die Frauenbewegung. Revue für die Interessen der Frauen. 1895.
- Frauenarbeit und Hauswirthschaft. Expedition der Verlagsbuchhandlung Vorwärts, Berlin 1901. (Digitalisat der Staatsbibliothek zu Berlin)
- Die Frauenfrage. Ihre geschichtliche Entwicklung und wirtschaftliche Seite. Hirzel, Leipzig 1901. (Volltext auf gutenberg.org)
- Hans von Kretschman (Hrsg.): Kriegsbriefe aus den Jahren 1870 – 1871. Reimer, Berlin 1903.
- Wahrheit oder Legende. Ein Wort zu den Kriegsbriefen des Generals von Kretschman
- Die Mutterschaftsversicherung. Ein Beitrag zur Frage der Fürsorge für Schwangere und Wöchnerinnen. Buchhandlung Vorwärts, Berlin 1906.
- Die Frauen und die Politik. Buchhandlung Vorwärts, Berlin 1903. – literature.at bei Austrian Literature Online.

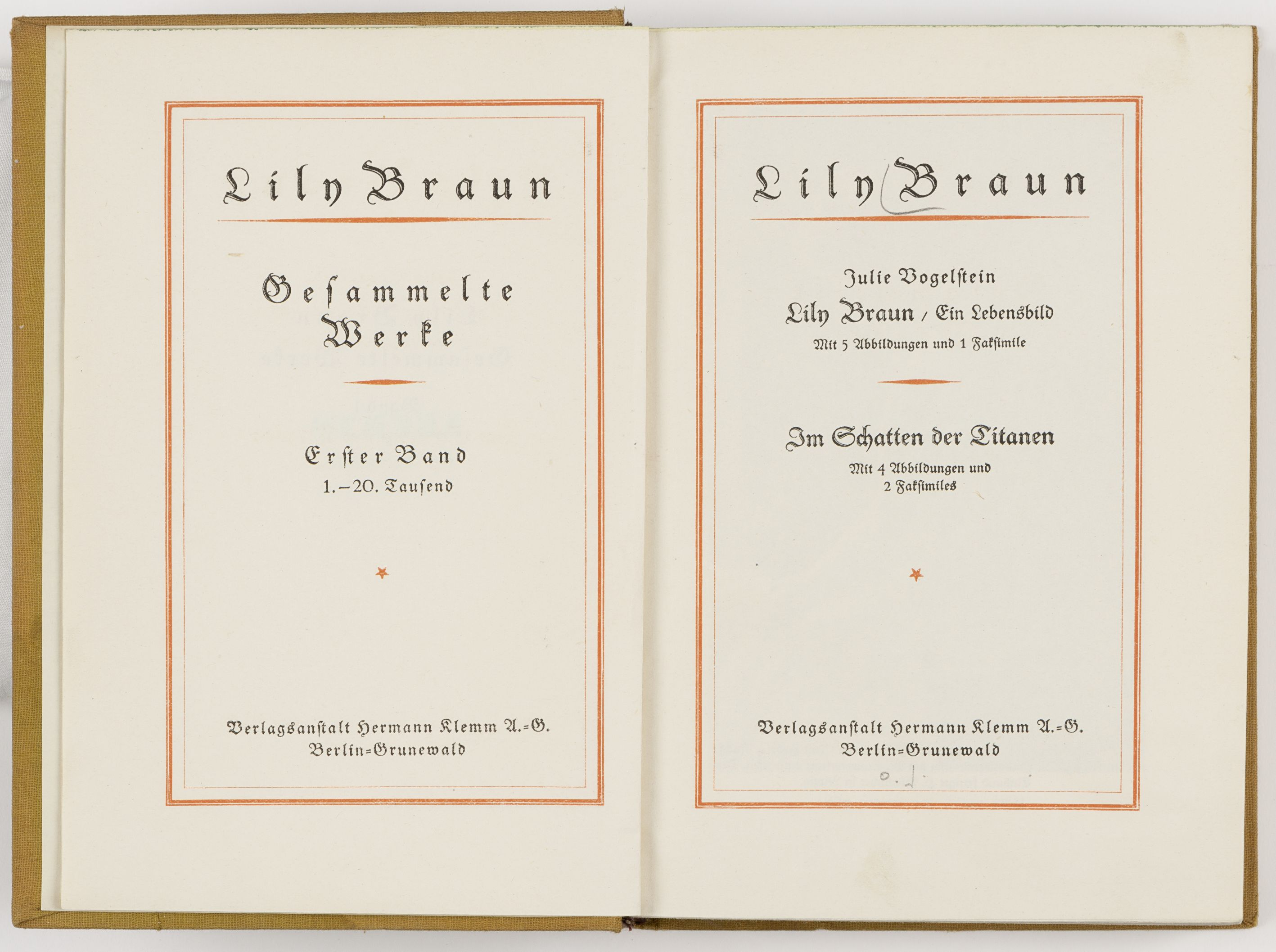
Titelblatt von Band 1 der Gesammelten Werke Lily Brauns

- Im Schatten der Titanen. Erinnerungen an Baronin Jenny von Gustedt. (Ausgabe 3. Tausend unter dem Titel Im Schatten der Titanen. Ein Erinnerungsbuch an Baronin Jenny von Gustedt. Westermann, Braunschweig 1908). (Digitalisat)
- Memoiren einer Sozialistin. Roman. Band 1: Lehrjahre. (Autobiographie). Albert-Langen-Verlag, München 1909. (Digitalisat, Neuauflage 2015, ISBN 978-3-8430-7972-3)
- Die Emanzipation der Kinder. Eine Rede an die Schuljugend. Albert-Langen-Verlag, München 1911. (Digitalisat)
- Memoiren einer Sozialistin. Roman. Band 2: Kampfjahre. (Autobiographie). Albert-Langen-Verlag, München 1911. (Digitalisat, Neuauflage 2015, ISBN 978-3-8430-7972-3)
- Die Liebesbriefe der Marquise. Albert-Langen-Verlag, München 1912. (Digitalisat)
- Mutterschaft. Ein Sammelwerk für die Probleme des Weibes als Mutter. Albert-Langen-Verlag, München 1912.
- Die Frauen und der Krieg. Zwischen Krieg und Frieden, Band 17. S. Hirzel, Leipzig 1915. – literature.at bei Austrian Literature Online (Digitalisat).
- Lebenssucher. Roman. Albert-Langen-Verlag, München 1915. (Digitalisat, Neuauflage 2015, ISBN 978-3-8430-7974-7)
- Gesammelte Werke. Fünf Bände. Klemm, Berlin-Grunewald 1923.
  - Mutter Maria. Eine Tragödie in fünf Akten. (Band 4, beigefügtes Werk).
  - Madeleine Guimard. Eine lyrische Oper in drei Akten. (Band 5, beigefügtes Werk).
- mit Gisela Brinker-Gabler (Hrsg.): Frauenarbeit und Beruf. Originalausgabe. Fischer-Taschenbücher, Band 2046, Die Frau in der Gesellschaft, Frühe Texte. Fischer-Taschenbuch-Verlag, Frankfurt am Main 1979, ISBN 3-596-22046-7. Inhaltsverzeichnis (PDF; 451 kB).
- mit Hans-Peter Oswald (Hrsg.): Die Frauenfrage – ihre geschichtliche Entwicklung und wirtschaftliche Seite. Nachdruck der Ausgabe Hirzel, Leipzig 1901. Books on Demand GmbH, Norderstedt 2008, ISBN 978-3-8370-5774-4. Inhaltsverzeichnis (PDF; 456 kB).